# Dahouara
Dahouara (em árabe: الدھوارة) é uma cidade e comuna localizada na província de Guelma, Argélia. Segundo o censo de 2008, a população total da cidade era de 7 886 habitantes.